# Kubrat (ciudad)
Kubrat (en búlgaro: Кубрат) es una ciudad de Bulgaria en la provincia de Razgrad.

## Geografía
Se encuentra a una altitud de 234 m s. n. m. a 358 km de la capital nacional, Sofía.

## Demografía
Según estimación 2012 contaba con una población de 8 069 habitantes.
|         | 2004  | 2005  | 2006  | 2007  | 2008  | 2009  | 2010  | 2011  |
| Mujeres | 4 413 | 4 345 | 4 355 | 4 268 | 4 271 | 4 223 | 4 114 | 3 770 |
| Varones | 4 237 | 4 149 | 4 095 | 4 017 | 3 985 | 3 895 | 3 784 | 3 498 |
| Total   | 8 650 | 8 494 | 8 450 | 8 285 | 8 256 | 8 118 | 7 898 | 7268  |